# Budżet marketingowy
Budżet marketingowy to pula środków, wydzielona w przedsiębiorstwie dla celów dynamizacji sprzedaży swoich produktów na rynku. Wydatki marketingowe, podobnie jak większość kosztów oznaczają poniesienie pewnej inwestycji, powodujące określony efekt.
Bezpośrednim celem tworzenia i wydatkowania budżetów marketingowych może być przede wszystkim:
- zwiększenie świadomości marki u konsumentów i (lub) partnerów handlowych;
- zwiększenie poziomu zakupu naszych produktów, powodujące wzrost obrotu czy udziałów rynkowych producenta;
- przeciwdziałanie podobnym działaniom firm konkurencyjnych – ochrona swojej sprzedaży lub udziału w rynku.

Budżet marketingowy obejmuje elementy związane z przygotowaniem nowego produktu, wprowadzenia produktu na rynek, działania skierowane w kierunku komunikacji z klientem oraz partnerem handlowym, badania rynku itd. Największą grupę wydatków marketingowych stanowią koszty wszelkiego rodzaju działań promocyjnych, takich jak: reklama telewizyjna i radiowa, gazetki promocyjne, ulotki, animacje i degustacje w punktach sprzedaży, elementy wizualizacji, półki w sklepach itd.